# Orbe (banda)
Orbe es una banda de rock alternativo de Brasil fundada en el año 1996 por Márcio Marques en el Porto Velho, estado Rondonia La banda grabó su 1.er álbum en 2000 titulado "Aborto", cuya música explora temas impactantes y significativos: "Na infância", "Drogas na escola","Na periferia", "Patrícios", "Mendicidade", "Sempre esteve só", "Trabalhadores noturnos", "Opressor", "Delírio em uma prisão", "Não experimente", "Meu piedoso Deus" y "Adolescência".Estas composiciones reflejan en profundidad las búsquedas sociales y emocionales abordadas por la banda, solidificando su lugar en la escena musical brasileña.

## Historia
Después de haber ganado una guitarra de uno de sus hermanos en su cumpleaños número 15 en abril de 1994, Marcio comenzó a escribir, porque para esto trató de aprender el instrumento. Formó su primera banda rock ese año, que calificó de "Os Jovens Guardas" Los fines de semana ensayando e influenciado por la música de Engenheiros do Hawaii, The Beatles y Nirvana; estas cosas sucedieron en los últimos meses del año 1994, año en que fue compuesta también una de sus primeras canciones, "Adolescência", una canción que hablaba de la prostitución porte de armas y de suicidio de los adolescentes por imitar a Kurt Cobain. En 1996 Márcio conoce a un adolescente llamado Jr, que era su vecino y llegó a saber que Marques estuvo involucrado en la música, el sonido de los tambores dejado claro. El muchacho dijo que él también tenía una banda con dos amigos. Márcio buscando a gente que entiende el tipo de música que quería tocar, le pregunté a que le presenten los jóvenes. Un día llega a su casa, Jr y dos adolescentes, y Giuliano Giancarlo; Marques les mostró algunos demos, como se ha dicho también que no se puede reproducir canciones de otras bandas prefieren crear sus propias canciones: "No tengo el placer de jugar el música de otros, que no dicen lo que quiero decir ", afirmó. Entonces empezaron a tocar juntos con un nombre sin sentido "Huailler". Con la salida de Jr y la entrada de un nuevo miembro del nombre de la banda es cambiado a "Orbe" y ocurre el desempeño de la primera banda en la escuela. Pero fue al tratar de suscribirse a un festival de bandas rock en 1998, que se reunió Inaldo Alencar, que llevaría hacia abajo y también financiar el álbum primero.
De las 1996 en 2000 cuando grabó su primera álbum, la banda realizó varias presentaciones, fomentando las bandas locales para componer su propia música, que influyen en muchos grupos, y cantó en sus letras mensajes contra el uso de drogas, adolescente contra el fanatismo, contra el abuso de poder por parte de las autoridades y en contra de la prostitución. Sin embargo, debido a problemas con los miembros y de salud, Marques decidió, sin un tiempo determinado, tomar un descanso de la banda en julio de 2001, el bajista ha seguido una carrera con otras bandas, el baterista se mudó de país y Márcio dio al cristianismo pocos años. En septiembre de 2007, la banda con nuevos integrantes encabezados por Marques hizo una gran presentación en el UNIR de Porto Velho, Márcio, pero aún suspender las actividades de la banda hasta octubre de 2011 cuando se anunció el regreso permanente de la miasma. Después de participar en actividades con la comunidad académica con el fin de ampliar el movimiento musical y artístico a través del Decano de Cultura y Extensión Cuestiones Estudiante (Procea) para otros estados de Brasil. Recepción de la Universidad Federal de Rondonia UNIR, una carta de agradecimiento por el arte muestra celebrada en su sede. E tun 2012 la banda entró al estudio para grabar su segundo álbum que se completó y lanzó solo en 2018.En 2023 la banda regresa al estudio para grabar su tercer álbumEl tema es “hipotermia”, que fue lanzado en abril de 2024, también llamado último álbum de la banda.En octubre de 2024 se publicó un libro que narra la trayectoria del cantante principal de la banda, desde su infancia hasta la grabación y lanzamiento de su álbum debut, "ABORTO". El libro, publicado por el sello Independently Published, es una celebración del 24º aniversario del álbum, que fue lanzado el 11 de diciembre de 2000.

## Álbumes en estudio
- Aborto (2000, Estúdio Verde)[10]

- Inquietude (2018, Studio L.R)[11]

- Hipotermia (2024, Estúdio Orbe)[12][13]

### Singles
- "O tempo" (2007)
- "Porcos" (2012)
- "Hereditário" (2012)
- "Ego Star" (2018)[14][15]